# Réseau express régional (Suisse)

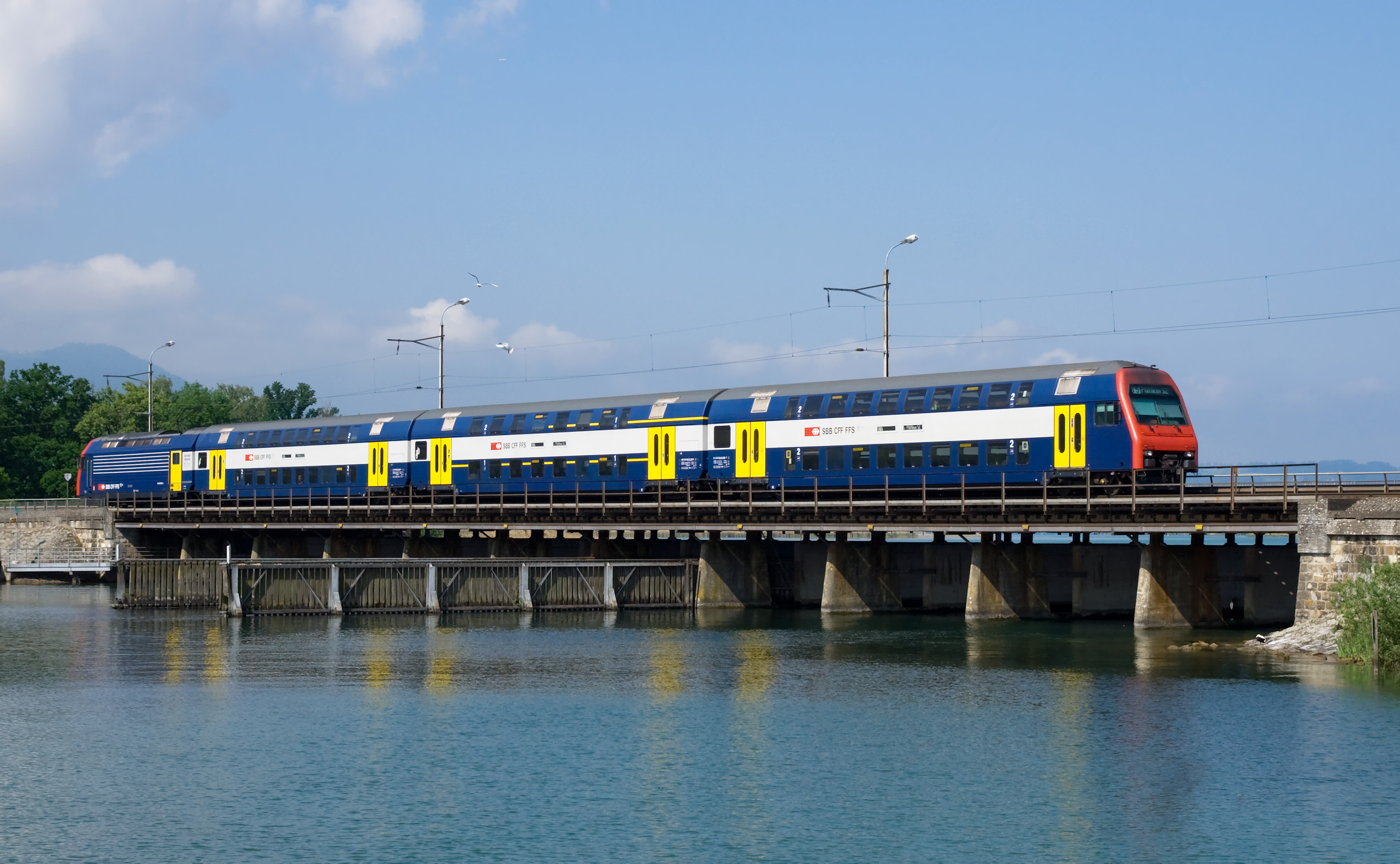
Rame « DPZ » tractée par une Re 450 de la 1re génération du RER zurichois franchissant le lac de Zurich sur la digue de Rapperswil.

En Suisse, un réseau express régional (abrégé RER, appelé S-Bahn en allemand) est un réseau ferré reliant une agglomération à sa périphérie. Le premier réseau a été mis en service le 27 mai 1990 pour l'agglomération zurichoise, la plus peuplée de Suisse.
Dans certains cas, de lourds travaux d'aménagement ont été nécessaires comme les percements des tunnels du Hirschengraben et du Zürichberg en ville de Zurich ; pour d'autres, comme le RER vaudois, les infrastructures déjà existantes ont simplement été adaptées.

## Historique
Le premier RER de Suisse est celui de Zurich, qui est mis en service en 1990. Il est suivi des réseaux bernois en 1995, balois en 1997 et saint-gallois en 2001. En 2004, le RER vaudois est le premier RER de Suisse romande. Le RER apparaît également au Tessin (RER tessinois) et en Suisse centrale (RER lucernois, Stadtbahn Zoug) la même année. Le RER argovien ouvre ensuite en 2008, le RER fribourgeois en 2011 et le RER valaisan en 2012. Les Neuchâtelois refusent en votation le projet d'un RER basé sur une nouvelle ligne entre Neuchâtel et La Chaux-de-Fonds en 2012. Dans la région de Genève, le Léman Express est mis en service en partie en 2018 puis, après l'ouverture de la nouvelle ligne CEVA, entièrement en 2019.

## Caractéristiques
Les caractéristiques des RER suisses sont notamment un horaire cadencé, un réseau de lignes diamétrales centré sur la ville principale et la présence d'une communauté tarifaire permettant l'utilisation des différents moyens de transport. La mise en place des RER nécessite parfois la construction de nouvelles infrastructures (par exemple le tunnel du Zürichberg à Zurich ou la ligne CEVA à Genève) mais le plus souvent les infrastructures déjà existantes sont adaptées. Les lignes sont nommées d'après leur numéro précédé de la lettre « S » (pour S-Bahn), sauf pour le Léman Express où la lettre « L » (« S L » sur les affichages pour des raisons techniques) est préférée et pour le RER Vaud qui à la suite d'une décision de l’Office fédéral des transports (OFT) utilise la lettre « R » depuis 2024.

## Liste des RER suisses

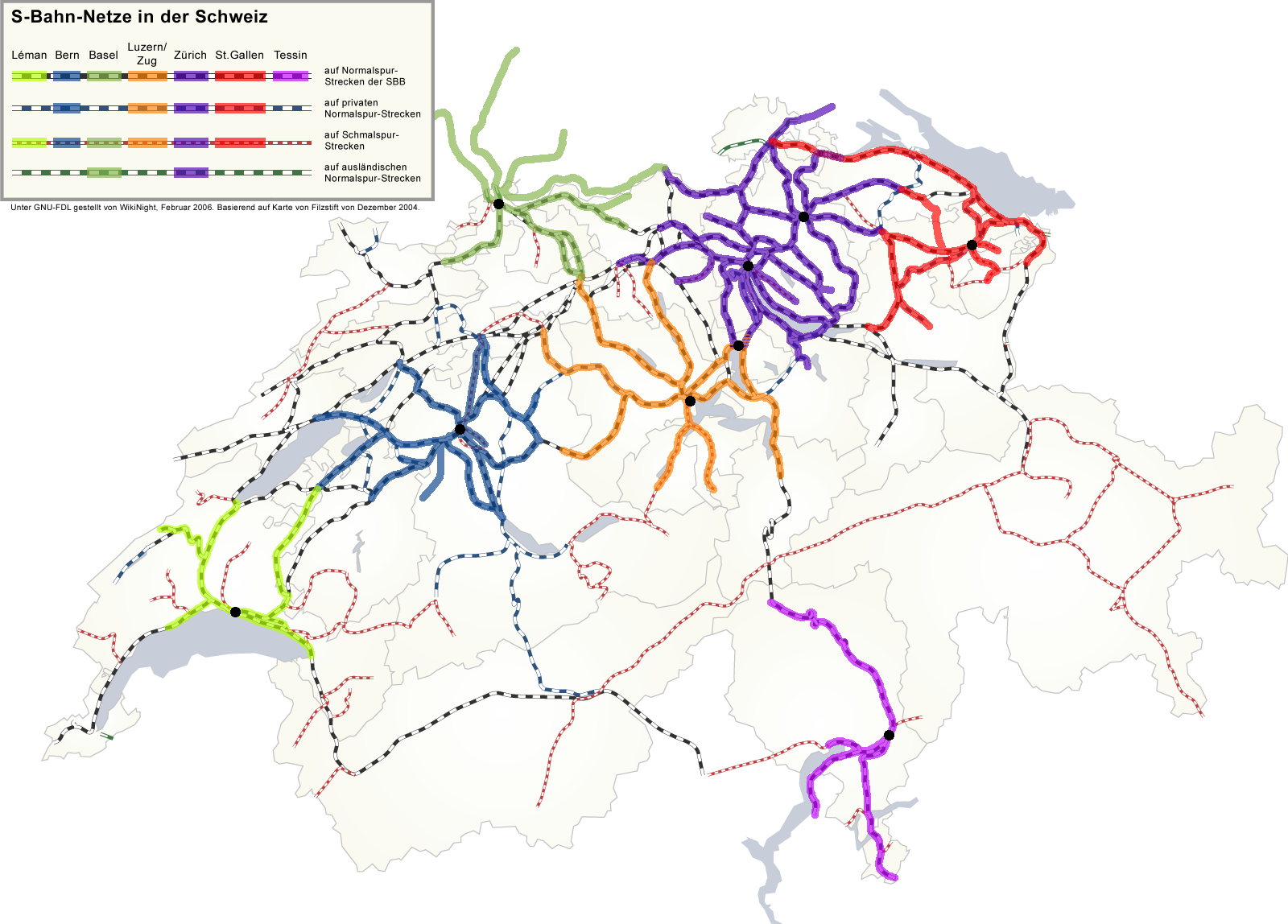
Carte des RER de Suisse, état en décembre 2004

| Réseau                                | Ville / agglomération     | Mise en service | Nb lignes | Entreprises exploitantes                    | Communauté tarifaire                   |
| ------------------------------------- | ------------------------- | --------------- | --------- | ------------------------------------------- | -------------------------------------- |
| RER zurichois                         | Zurich, Winterthour       | 27 mai 1990     | 33        | CFF, BDWM, FB, SOB, SZU, Thurbo             | ZVV                                    |
| RER bernois                           | Berne                     | 1995            | 13        | BLS, RBS                                    | Libero                                 |
| RER bâlois                            | Bâle                      | 1er juin 1997   | 8         | CFF, SBB GmbH (D), SNCF Mobilités, DB Regio | TNW/TVA/Vagabond (CH), RVL/WTV/RVF (D) |
| RER saint-gallois                     | Saint-Gall                | 2001            | 20        | AB, SOB, Thurbo                             | Ostwind                                |
| RER vaudois                           | Lausanne, Riviera         | 2004            | 11        | CFF                                         | Mobilis                                |
| RER lucernois                         | Lucerne                   | 2004            | 14        | CFF, BLS, Zb                                | Passepartout                           |
| RER tessinois                         | Bellinzone, Lugano        | 2004            | 8         | FLP, TiLo                                   | CTM Arcobaleno                         |
| RER zougois                           | Zoug                      | 2004            | 2         | CFF                                         | TVZG                                   |
| Réseau express régional de Coire (de) | Coire, Landquart          | 2005            | 3         | RhB                                         | BÜGA/TransReno                         |
| RER argovien                          | Aarau                     | 2008            | 7         | CFF, AAR                                    | A-Welle                                |
| RER fribourgeois                      | Fribourg                  | 2011            | 9         | TPF, CFF                                    | Frimobil                               |
| RER valaisan                          | Canton du Valais          | 2012            | 1         | RegionAlps, CFF                             |                                        |
| RER Schaffhouse (de)                  | Schaffhouse               | 2015            | 2         | SBB GmbH, DB Regio                          | Ostwind                                |
| Léman Express                         | Genève et le Grand Genève | 2018            | 6         | CFF, SNCF                                   | Léman Pass, Unireso, Mobilis Vaud      |